# Осмина нота
Осмина нота в музиката е нота, изпълнявана за една осма от продължителността на една цяла нота, както показва и името.
Осмините ноти се изписват с овална запълнена нота с права дръжка с байраче (виж Фигура 1). Сроден символ е осмина паузата, която обозначава пауза със същата продължителност.
В Уникод символът за осмина нота е U+266A (♪).